# Heptarchy
Thất quốc triều đại (Cổ Anh văn: Seofonrīċe, Anh văn: Heptarchy, La văn: Heptarchia, Hi văn: Ἑπταρχία) là thuật ngữ do sử gia Henry xứ Huntingdon đề xuất ở thế kỉ XII nhằm khu biệt hóa giai đoạn từ thế kỉ V đến thế kỉ IX tại địa bàn nay là Anh quốc.

## Lịch sử

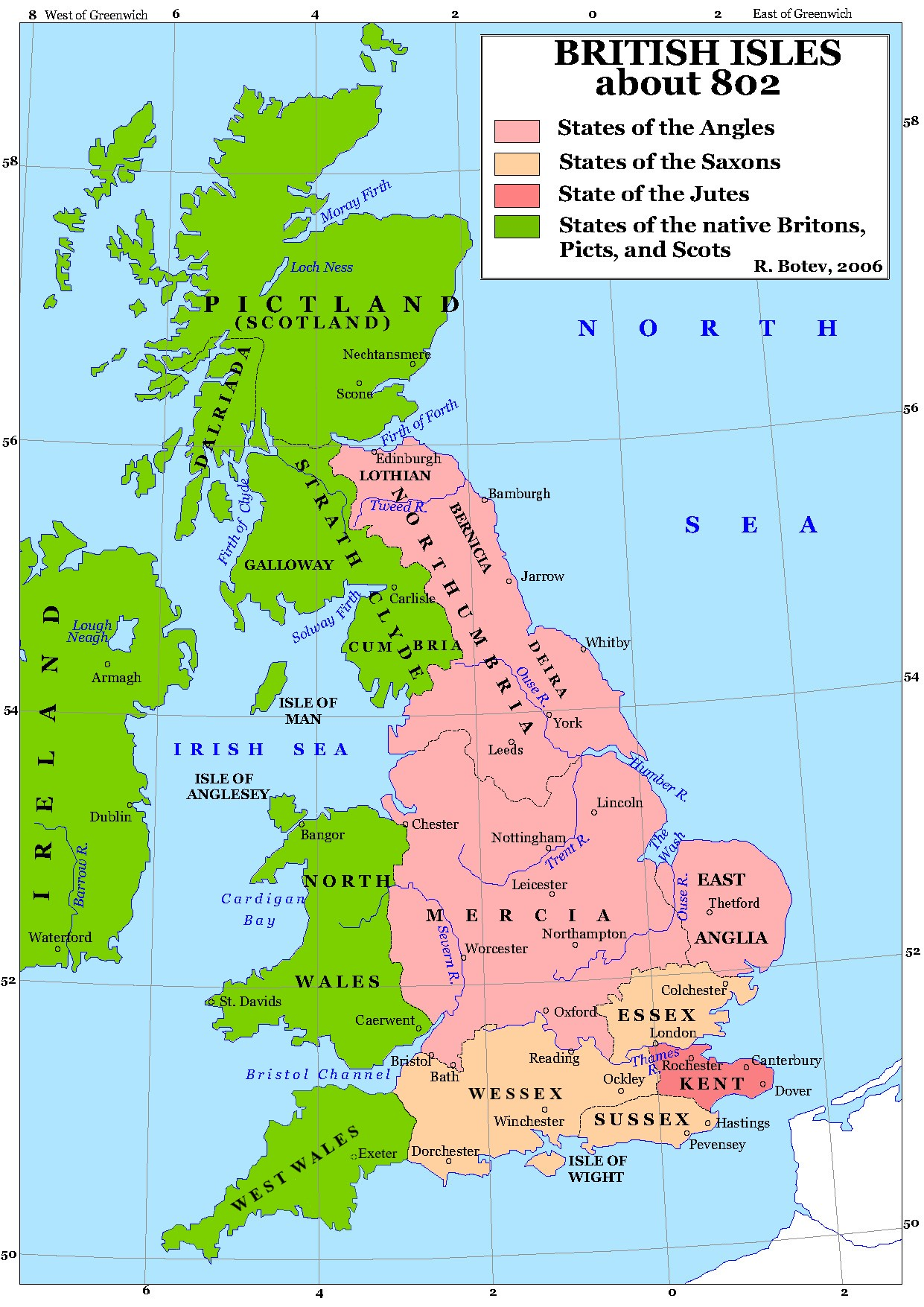
Địa vực thất quốc triều đại năm 802.

Theo quy ước, thất quốc triều đại là giai đoạn vừa có tính hậu La Mã vừa thuộc sơ kì trung đại. Khi này, hầu hết địa bàn nay là Anh quốc và cực Nam Scotland đều thần phục đức vua Egbert xứ Wessex, nhưng thực tế Anh quốc bị phân liệt thành nhiều tiểu quốc và thị tộc, mà phần đông là dân Anglo-Saxon. Vì thế giai đoạn rất dài này được coi là thời hoàng kim của văn hóa Anglo-Saxon.
Các thế lực quần đảo Anh thời này nhìn chung không chính thức tùy thuộc thế lực nào bên ngoài và nếu có chỉ để tìm lấy sự bảo hộ về quốc an, tuy nhiên phải thường xuyên vất vả chống đỡ những cuộc cướp phá của người Viking.
Ở thế kỉ VI, Cantwara là chúa tể liệt quốc phía Nam. Sang thế kỉ VII, vị thế này bị Wessex tước mất, nhưng Wessex phải đương đầu đối thủ đáng gờm là Northumbia. Trong thế kỉ VIII, tới lượt Mercia quật khởi từ vùng đệm giữa hai vuơng quốc này mà thống trị phương Nam. Trên danh nghĩa, liệt quốc vẫn tồn tại độc lập và ít có quan hệ thần phục hay tuế cống.
Tới thế kỉ IX, yếu tố phân liệt hẹp dần nhờ sự bành trướng của các thế lực lớn trên địa bàn. Năm 865, các lĩnh địa Trung và Đông Anh nhập lại dưới thể chế Danelagh - hình thức liên minh chính trị với vương quốc Đan Mạch (bấy giờ bao gồm Đan Mạch, Thụy Điển và Na Uy), thực chất mưu cầu bảo hộ làm biện pháp kiềm chế những cuộc xâm lăng của rợ Viking. Danelagh được chia thành 15 huyện (shire), chịu sự trực trị của quốc vương Đan Mạch.
Tuy nhiên, các thuộc địa của người Viking liên tục vướng tranh chấp giữa hai triều đình Đan Mạch (cũ) và Na Uy (mới). Rốt cuộc, sau bao nỗ lực tìm giải pháp hòa hoãn cho quần đảo Anh bất thành, Ælfrēd đại đế quyết định quật khởi để trục xuất hẳn thế lực Viking khỏi Anh. Năm 886, Alfred tái chiếm Londinium (nay là London), lập làm quốc đô. Sự kiện này được coi là khởi động quá trình thống nhất quần đảo Anh.
Vào thế kỉ X, vua Na Uy Eric Haraldsson bị tước ngôi vua Northumbia. Năm 927, vua Æthelstan trở thành quốc vương toàn Anh đầu tiên. Quốc gia thống nhất được đặt tên là Englaland (có nghĩa là: "Vùng đất của người Angles"), mà sau giản ước thành England.

## Liệt biểu
Thống kê chỉ có tính tương đối vì số lượng biến động mạnh theo nhu cầu bành trướng quyền lực của các quân chủ thất quốc triều đại. Chư quốc tập trung chủ yếu ở phương Nam quần đảo Anh, trong khi xứ Northumbia rất rộng án ngữ khu vực nay là Nam Scotland và Bắc Anh.
Tứ hùng:

Wessex (519 - 927)
Mercia (527 - 918)
East Angles (571 - 918)
Northumbia (654 - 954)

Tam bá:

Cantwara (455 - 871)
Sussex (477 - 860)
Essex (527 - 825)

Chư hầu:
- Derenrice
- Domnonea
- Hæstingas
- Hƿiċċe
- Iclingas
- Lindesege
- Magonsæte
- Magonsæte
- Middilengli
- Middelseaxe
- Pecsæte
- Sūþrigēa
- Tomsæte
- Wreocensæte
- Wihtwara

## Văn hóa
Thất quốc triều đại được coi là thời kì bắt đầu kiến tạo bản sắc Anh về mặt ngôn ngữ và các yếu tố phong hóa khác. Theo truyền thống, vương thất Anh hiện đại thừa kế thất quốc triều đại về tước hiệu và lĩnh thổ, hay nói cách khác, danh hiệu Quốc vương Toàn Anh (Rex Britannorum, King of the Britons, Brenin y Brythoniaid) là di sản cao quý nhất của thất quốc triều đại cho hậu thế.
Trong văn chương, thất quốc triều đại được gọi thời đại Arthur bởi những hiểu biết về giai đoạn này chủ yếu thông qua huyền sử và khảo cổ. Nhân vật vua Arthur và các kị sĩ Đoàn Trác huynh đệ biểu thị một thời phân liệt nhưng đầy hấp dẫn về lí tưởng nhất thống.

## Liên kết
1. ↑  Huntingdon, Henry of (1996). Historia Anglorum (History of the English People) - Google Books. ISBN 9780198222248. Truy cập ngày 9 tháng 4 năm 2010.
2. ↑  John Hines (2003). "Cultural Change and Social Organisation in Early Anglo-Saxon England". Trong Ausenda, Giorgio (biên tập). After Empire: Towards an Ethnology of Europe's Barbarians (bằng tiếng Anh). Boydell & Brewer. tr. 82. ISBN 9780851158532.
3. ↑  The Anglo-Saxon Chronicle Freely licensed version at Gutenberg Project. Note: This electronic edition is a collation of material from nine diverse extant versions of the Chronicle. It contains primarily the translation of Rev. James Ingram, as published in the Everyman edition.
Asser's Life of King Alfred, ch. 83, trans. Simon Keynes and Michael Lapidge, Alfred the Great: Asser's Life of King Alfred & Other Contemporary Sources (Penguin Classics) (1984), pp. 97–8.
4. ↑  Starkey, David (2004). The Monarchy of England: The beginnings (bằng tiếng Anh). Chatto and Windus. tr. 71. ISBN 9780701176785. Truy cập ngày 24 tháng 8 năm 2018.

### Tư liệu
- Monarchs of Britain, Encyclopædia Britannica
- Ogdoad.force9.co.uk : The Burghal Hidage - Wessex's fortified burhs